# Камышинка (приток Ануя)
Камы́шинка (Камышенка, в верхнем течении — Малая Камышинка) — река в Алтайском крае России, правый приток нижнего течения Ануя в бассейне Оби. Протекает по территории Петропавловского, Быстроистокского и Смоленского районов.
Длина реки составляет 67 км. Площадь водосборного бассейна — 608 км².
Начинается как Малая Камышинка от слияния ручьёв Медведский и Ремневский около села Камышенка. Течёт в основном на северо-восток, около устья поворачивает на северо-запад. Устье Камышинки находится в 21 км по правому берегу Ануя на высоте 161 м над уровнем моря, около села Ануйское.
Притоки (от истока): Ермачиха (левый), Большая Камышинка (правый), Симониха (правый), Валейка (левый), Поскакуха (правый), Озернуха (левый), Мокрушиха (левый).